# Валентиніан II
Валентиніан II (лат. Flavius Valentinianus) — осінь 371 в Augusta Treverorum (Трір) — 15 травня 392, В'єнн) — імператор Західної Римської імперії з 375 по 392 рік, співімператор з Граціаном.

## АвгустЗаходу
У 375 році раптово помер батько Валентиніана II. Римське військо під командою германця Меробада в Аквінкумі проголошує Августом чотирирічного Валентиніана. Його брат, 17 річний Граціан вже був проголошений августом його батьком, як і їх дядько старший Август сходу Валент підтримали це висування.
Імперія номінально була поділена між трьома августами, хоча з погляду права залишалась суверенною одиницею. Граціан отримує трансальпійські провінції, Валентіан Італію та частини Іллірії з Африкою, а Валент залишається на сході.
Валентиніан II з матір'ю обрали своєю резиденцією Мілан, однак зрозуміло, що завдяки юному віку він не може управляти своїми провінціями. Ці функції виконує його мати Юстина і військом керує Граціан.
Валент 9 серпня 378 року зазнав у битві під Адріанополем страшної поразки і загинув на полі битви. На початку 379 року на зустрічі імператорів, в якій брав участь і Феодосій Великий, визначено Граціана наступником Валента на сході.
У 383 році римський полководець Магн Максим, проголошений військами в Британії імператором, висадився в Галлії, в боротьбі з ним і загинув імператор Граціан. Полководець Валентініана франк Баутон організував охорону альпійських гірських переходів, що ведуть з Галлії до Італії. На допомогу Валентініану Баутон викликав загони аланів і гунів, що ймовірно і утримало Максима від вторгнення до Італії. З найманими військами Баутон проник в землі алеманів і погрожував атакувати Галлію з цього напрямку. Максим послав свого офіцера Віктора, який передав пропозиції Максима про мир. Після досягнення мирної угоди з узурпатором Валентініан заплатив аланам та гунам золотом і відправив їх назад. Валентиніан II визнав Максима як легітимного правителя на Заході, натомість зберіг владу над Італією. Східна частина його володінь, балканські провінції в Іллірії, відійшли під контроль імператора Феодосія.
Максим був послідовником християнства основаного на Нікейському символі віри, використовував у своїх цілях суперечку з Валентиніаном — прихильником аріанства. Влітку 387 року він, порушивши угоду про розподіл провінцій і влади, сунув війська в Північну Італію. Приводом для початку кампанії проти Валентініана Максим проголосив боротьбу за віру батьків. Валентініан з сім'єю втік зі своєї столиці Медіолана під захист Феодосія в Салоніки. Політична зацікавленість імператорів один в одному зміцнилася шлюбом Феодосія на Галлі, сестрі Валентініана. У 388 році Феодосій почав війну проти Максима. Узурпатор був захоплений в Аквілеї і страчений там же 28 серпня 388 року. Незважаючи на повноліття Валентініана, Феодосій залишався в Італії і розпоряджався там більш як 3 роки. Він повернувся до Константинополя тільки 10 листопада 391 року.

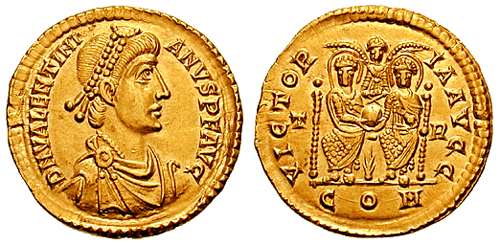
Золотий солідус Валентиніана II, викарбуваний після перемоги над Магном Максімом. На реверсі зображені імператори-переможці — Валентиніан II та Феодосій, поміж ними богиня перемоги

З 389 року Валентиніан II має своїми резиденціями Трір та В'єнн і робить спроби повернути владу у свої руки. Однак після повернення Феодосія до Константинополя фактична влада на Заході перейшла в руки командувача військами Західної Римської імперії, франка Арбоґаста, що викликало між імператором і командувачем військами конфлікт. Валентиніан намагався змістити Арбоґаста з посади, скаржився на нього Феодосію. Конфлікт зайшов далеко і можливо став причиною смерті Валентіана.
15 травня 392 року Валентиніана знайшли повішеним у його палаці у В'єнні. Обставин смерті так і не з'ясували. Можливо це сталося із безсилля молодого імператора, а можливо причиною смерті став конфлікт з Арбоґастом. Однак наступником Валентиніана в серпні того ж року проголошено державного секретаря Євгенія, особистого друга Арбоґаста.